# Eliane Aberdam
Eliane Aberdam, née le 2 février 1964 à Nancy, est une compositrice française.

## Biographie
Eliane Aberdam fait ses études de composition au Conservatoire à rayonnement régional de Grenoble où elle suit les classes de solfège, de piano et d'harmonie. Elle continue ses études à l'Académie de musique et de danse de Jérusalem de 1983 à 1988. Elle suit les cours de Kopytman et de Rodan. Elle obtient une Maîtrise de Musique en composition, analyse et direction d’orchestre.
De 1989 à 1992, elle étudie la composition avec George Crumb à l’Université de Pennsylvanie et obtient un DEA en composition. Elle obtient notamment la bourse d’étude William Penn Fellowship. De 1990 à 1992, elle enseigne le français à l’Université Drexel. Entre 1992 et 1993, elle enseigne la composition, l'harmonie, le solfège et l'histoire de la musique. De 1993 à 1995, elle reprend des études à l’Université de Californie à Berkeley, où elle étudie la composition avec Olly Wilson, R. Felciano et J. Liderman, ainsi que l’électroacoustique et la psychoacoustique avec David Wessel tout en étant assistante au département de musique. Elle bénéficie des bourses d’étude Margaret Arends en 1993 et Hertz en 1994. De 1994 à 1995, elle est cheffe de chœur de la Chorale Internationale à Int’l House. En 1994, elle obtient le prix du Concours « Row Twelve » pour Baal Shem Tov. En 1995, elle obtient le prix du concours « Marin Symphony » pour Reflets sur la Cité Brumeuse, ainsi que le prix « Nicola de Lorenzo » de composition de l'Université de Berkeley. En 1996, elle obtient la bourse « Nadia et Lili Boulanger » tout en suivant le cursus de composition de l’Ircam, ainsi que la session de composition Voix Nouvelles à Royaumont.

## Œuvres
- PaRDèS pour harpe, percussion, violoncelle et dispositif électronique (1996)